# Raissa Wladimirowna Matwejewa
Raissa Wladimirowna Matwejewa (russisch Раиса Владимировна Матвеева; * 17. Mai 1979 in Persirlany bei Jadrin, damals Tschuwaschische ASSR, heute Republik Tschuwaschien) ist eine ehemalige russische Sommerbiathletin.
Raissa Matwejewa gewann ihre erste Medaille bei Sommerbiathlon-Weltmeisterschaften 2001 in Jamrozowa Polana, wo sie an der Seite von Jewgenija Michailowa, Natalja Sokolowa und Oksana Neupokojewa den Titel gewann. 2002 wiederholte sie in Jablonec nad Nisou mit Natalja Arzybaschewa, Olesja Fedossejewa und Ljubow Jermolajewa den Titelgewinn.
1997 wurde Matwejewa als Meister des Sports ausgezeichnet.